# Idiopteron rufulum
Idiopteron rufulum är en skalbaggsart som först beskrevs av Henry Stephen Gorham 1880.  Idiopteron rufulum ingår i släktet Idiopteron och familjen rödvingebaggar. Inga underarter finns listade i Catalogue of Life.